# Ruimte voor tijdelijke opslag
Ruimte voor tijdelijke opslag (RTO) is een mogelijkheid die de douane biedt om niet-communautaire goederen die in afwachting van een nadere douanebestemming zijn tijdelijk op te slaan. Nadat de goederen zijn aangebracht en summiere aangifte gedaan is vindt na het lossen van de goederen de verandering van status automatisch plaats. De goederen worden in het algemeen opgeslagen in een ruimte voor tijdelijke opslag (RTO). De douane moet deze ruimte hebben goedgekeurd.

## Opslagduur
De opslagduur in een RTO is beperkt:
- 90 dagen ongeacht de vervoerswijze.

(Nieuwe regelgeving: Communautair Douanewetboek 1 mei 2016)

## Behandelingen
Het is toegestaan om eenvoudige behandelingen aan de goederen plaats te laten vinden maar niet meer dan voor het behoud in dezelfde staat. Zo mogen bijvoorbeeld natgeregende verpakkingen met toestemming van de douane worden vervangen.

## Aansprakelijkheid
De beheerder van het RTO is aansprakelijk voor de opgeslagen goederen. Er moet voor deze goederen zekerheid zijn gesteld.